# إغناسيو زوكو
إغناسيو زوكو إسبارزا (بالإسبانية: Ignacio Zoco) (31 يوليو 1939 - 28 سبتمبر 2015)، هو لاعب كرة قدم إسباني يلعب لمنتخب إسبانيا لكرة القدم كلاعب وسط. سبق له أن لعب في كأس العالم لكرة القدم مع منتخب بلاده.

## روابط خارجية
- إغناسيو زوكو على موقع الاتحاد الدولي (مؤرشف)  (الإنجليزية)
- إغناسيو زوكو على موقع الاتحاد الأوربي (الإنجليزية)
- إغناسيو زوكو على موقع قاعدة بيانات كرة القدم.إي يو (الإنجليزية)
- إغناسيو زوكو على موقع ناشيونال فوتبول تيمز (الإنجليزية)